# Eupogonius flavovittatus
Eupogonius flavovittatus es una especie de escarabajo longicornio del género Eupogonius, tribu Desmiphorini, subfamilia Lamiinae. Fue descrita científicamente por Breuning en 1942.

## Descripción
Mide 4,5-6,15 milímetros de longitud.

## Distribución
Se distribuye por Guatemala.